# بيتر سميث (كاهن كاثوليكي)
بيتر سميث (بالإنجليزية: Peter Smith)‏ هو كاهن كاثوليكي بريطاني، ولد في 21 أكتوبر 1943 في باترسي في المملكة المتحدة.